# Moseltalbrücke (A 1)
Die Moseltalbrücke bei Schweich ist eine Autobahnbrücke der A 1, die die Mosel bei Flusskilometer 177,72 überspannt. Die Balkenbrücke aus Spannbeton, die in der Literatur auch Moselbrücke Schweich genannt wird, steht im Landkreis Trier-Saarburg in Rheinland-Pfalz. Das südliche Widerlager befindet sich am Autobahndreieck Moseltal, wo die A 602 überquert wird.
Mit einer Stützweite von 192 m war sie bei ihrer Inbetriebnahme, nach der Bendorfer Rheinbrücke, die Spannbeton-Balkenbrücke mit der zweitgrößten Stützweite in Deutschland. Bis 2003 wurde keine weitere derartige Brücke mit einer größeren Stützweite in Betrieb genommen.

## Konstruktion
Die 986,5 m lange, fugenlose Spannbetonbrücke entstand nach einem Sondervorschlag des Unternehmens Dyckerhoff & Widmann AG unter architektonischer Beratung von Gerd Lohmer zwischen den Jahren 1971 und 1974. Die Deckbrücke wird durch die 192 m weit spannende Stromöffnung und die beiden 106 m langen Seitenfelder geprägt. In dem mittleren Brückenabschnitt hat der Überbau eine variable Konstruktionshöhe, maximal sind es 9,8 m über den Strompfeilern und 4,1 m in Feldmitte. In Querrichtung besteht der Überbau aus zwei einzelligen Hohlkästen, deren Fahrbahnplatte monolithisch miteinander verbunden sind. Die Hauptpfeiler, jeweils unter einem Hohlkasten stehend, sind als zwei 10 m breite und 11 m hohe Stahlbetonscheiben ausgebildet. Oben sind sie in den Hohlkasten des Überbaus eingespannt und unten auf Neotopf-Teflonlagern mit Lagerkräften bis zu 6000 Mp gelagert.
Während die Vorlandbrücken auf einer Vorschubrüstung in 19 m langen Regelabschnitten errichtet wurden, kam bei der Stromöffnung und den Seitenfeldern der Freivorbau zur Anwendung.